# Razorsharks de Rochester
Les Razorsharks de Rochester (en anglais : Rochester Razorsharks) étaient un club franchisé américain de basket-ball de la ville de Rochester ayant fait partie de l'American Basketball Association avant de rejoindre la North American Premier Basketball League en 2017.

## Palmarès
- American Basketball Association : 2006